# Чёрная кошка, белый кот
«Чёрная кошка, белый кот» (серб. Црна мачка бели мачор) — художественный фильм 1998 года; комедия Эмира Кустурицы.

## Сюжет
Мелкому аферисту Матко Дестанову (Байрам Северджан) подворачивается возможность украсть двадцать железнодорожных цистерн с бензином. Для этого Матко решает занять деньги у Грги Питича (Сабри Сулеймани), цыганского барона и близкого друга своего отца, Зарие Дестанова. Когда Грга интересуется здоровьем Зарие, Матко сообщает, что его отец умер. Из уважения к памяти своего друга Грга соглашается дать Матко деньги.
Довольный Матко собирается домой. Однако его сын Заре (Флориан Айдини) крайне возмущён отцовской ложью — на самом деле его горячо любимый дедушка лежит в больнице. Вместе с духовым оркестром Заре навещает дедушку. Весёлая музыка мгновенно ставит старшего Дестанова (Забит Мемедов) на ноги, он даёт взятку медсестре и сбегает домой. По дороге Дестанов сообщает внуку новость: он продал свой карьер и хочет оставить деньги Заре, а не своему непутёвому сыну.
Тем временем предложивший дело с цистернами богатый мафиозо Дадан Карамболо (Срджан Тодорович) «кидает» Матко — присваивает себе и деньги, и вагоны; вдобавок Дестанов ещё оказывается должен ему крупную сумму денег. Дадан предлагает расплатиться деньгами, которые он заплатил его отцу за карьер. Но утверждает, что этих денег хватит только на 2/3 долга. Оставшуюся треть Дадан предлагает погасить, женив семнадцатилетнего сына Матко, Заре, на сестре Дадана, карлице Афродите, которую люди называют «божьей коровкой» (серб. «Бубамара») и «мушкой». Предложение вызывает у Матко неуверенный протест: и невеста — недомерок, и жених намного её младше, но Дадан его даже слушать не хочет. Матко понимает, что попал в ловко подстроенную ловушку, но его попытка расквитаться с обидчиком заканчивается провалом и избиением. Матко вынужден согласиться.
Грга Питич тем временем сам отправился поправить здоровье. В больнице его навещают два внука. Дед корит Гргу-старшего (Яшар Дестани), что тот никак не женится: сам Грга Питич в его возрасте уже был женат в четвёртый раз. Внук отвечает, что никак не может найти свою любовь. Грга Питич сообщает внукам о своём намерении посетить могилу своего друга Зарие Дестанова.
Жених и невеста не испытывают симпатии друг к другу: Заре любит красавицу Иду (Бранка Катич), а Афродита (Салия Ибрагимова) ищет мужчину своей мечты, о чём со скандалом сообщает брату. Заре от Иды, услышавшей разговор Матко и Дадана, узнаёт, что его собираются женить. Они вместе едут к дому Дадана на мотороллере и слышат, как бабушка Иды Шуйка (Любица Аджович) сватает Иду Дадану. Оба решают изо всех сил сопротивляться своим свадьбам. Эпизод заканчивается тем, как Заре и Ида приезжают на мотороллере на поле подсолнухов.
Узнав от сына о грядущей свадьбе, Зарие Дестанов решает обратиться за помощью к Грге Питичу. Однако Матко врет и ему, что Питич умер. Подумав, Зарие решает умереть — это должно расстроить свадьбу. Однако даже узнав о смерти деда жениха, Дадан решает ничего не менять (мол, старику все равно, когда умереть — сегодня или через пару дней). Матко затаскивает тело на чердак и обкладывает его льдом. Попутно он обыскивает отцовские карманы в надежде отыскать деньги, вырученные от продажи карьера.
Начинается свадьба, гуляет вся деревня, а на молодых почти никто не обращает внимания, чем и пользуется Афродита. С помощью Заре она сбегает со свадьбы. Дадан и Матко сразу же отправляются на поиски. Пока их нет дома, Заре, Ида и бабушка Шуйка переделывают сортир — они придумали план мести Дадану.
Тем временем, Грга-старший ведет по лесу специально оборудованный фургон на базе ГАЗ-63, в котором на каталке путешествует его дед. На крутом подъёме крепление каталки рвётся, и Грга Питич вместе со своим младшим внуком выскальзывает из фургона.
Обнаружив пропажу, Грга-старший едет искать деда. По пути он встречает сбежавшую Афродиту, и они влюбляются. Их находит Дадан, однако Грга-старший не хочет отдавать свою судьбу. Спор с перестрелкой окончательно разрешает появление Питича: оказывается, Дадан его давний должник. Дадана принуждают капитулировать, и вместо одной свадьбы празднуют уже две — Афродиты с Гргой и Заре с Идой.
Ночью умирает старый Грга, и Матко с Даданом кладут и его тело на чердак. Наутро старики чудесным образом оживают — праздник продолжается дальше. Во время брачной церемонии Дадан, которому было подсыпано слабительное, уходит в сортир и падает в испражнения на дне.
Заре и Ида сбегают на проходящий мимо белый пароход, на лодке под дулом пистолета заставляя чиновника муниципалитета быстро зарегистрировать брак. В качестве свидетелей берут чёрную кошку и белого кота, случайно оказавшихся в лодке. Проследив за ними, Матко видит, что деньги от продажи карьера дедушка Зарие спрятал внутри аккордеона, но уже ничего сделать не может. В финальной сцене Грга Питич повторяет по-английски свою любимую фразу из фильма «Касабланка»: «По-моему, это начало прекрасной дружбы». Фильм заканчивается титрами Happy end.

## В ролях
- Забит Мемедов — Зарие Дестанов
- Байрам Северджан[серб.] — Матко Дестанов, сын Зарие
- Флориан Айдини[серб.] — Заре Дестанов, сын Матко
- Любица Аджович[серб.] — Суйка
- Бранка Катич — Ида, внучка Суйки
- Срджан Тодорович — Дадан Карамболо
- Салия Ибрагимова — Афродита, сестра Дадана
- Сабри Сулеймани — Грга Питич
- Яшар Дестани — старший внук Грги
- Аднан Бекир — младший внук Грги
- Стоян Сотиров — таможенник
- Предраг Лакович[серб.] — священник
- Мики Манойлович — чиновник муниципалитета
- Здена Хурточакова — Чёрный Обелиск

## Съёмочная группа
- Режиссёр — Эмир Кустурица
- Продюсер — Карл Баумгартнер
- Авторы сценария — Эмир Кустурица, Гордан Михич
- Композиторы — Войислав Аралица, «Доктор Нелле» Карайлич, Деян Спараволо
- Оператор — Тьерри Арбогаст
- Художник — Миленко Йеремич
- Монтаж — Светолик Зайц
- Художник по костюмам — Небойся Липанович

## Художественная ценность
После своих трагичных фильмов «Время цыган» и «Андерграунд» Кустурица снял абсурдно-безумную комедию, полную жизнерадостной музыки, неотделимой от фильма и югославского колорита.
Из наград фильм получил «Серебряного льва» и «Малого Золотого льва» за режиссуру на фестивале в Венеции; после просмотра картины критики (что бывает крайне редко) аплодировали ей стоя.
Завоевал приз зрительских симпатий на таллинском кинофестивале 1998 года.

## Саундтрек
| №   | Название                             | Длительность |
| --- | ------------------------------------ | ------------ |
| 1.  | «Bubamara» (Main Version)            | 3:57         |
| 2.  | «Duj Sandale»                        | 2:49         |
| 3.  | «Railway Station»                    | 2:33         |
| 4.  | «Jek di Tharin II»                   | 3:55         |
| 5.  | «Daddy, Don't Ever Die on a Friday»  | 3:18         |
| 6.  | «Bubamara» (Vivaldi Version)         | 2:36         |
| 7.  | «Daddy's Gone»                       | 1:07         |
| 8.  | «Long Vehicle»                       | 6:01         |
| 9.  | «Pit Bull» (Mixed by Pink Evolution) | 3:40         |
| 10. | «El Bubamara Pasa»                   | 3:20         |
| 11. | «Ja Volim Te Jos / Meine Stadt»      | 3:14         |
| 12. | «Bubamara» (Tree Stump)              | 0:33         |
| 13. | «Jek di Tharin»                      | 2:42         |
| 14. | «Lies»                               | 0:30         |
| 15. | «Hunting»                            | 1:01         |
| 16. | «Dejo Dance»                         | 1:01         |
| 17. | «Bulgarian Dance»                    | 1:25         |
| 18. | «Bubamara» (Sunflower)               | 3:10         |
| 19. | «Black Cat White Cat»                | 8:52         |
| 20. | «Pit Bull» (Dance version / Bonus)   | 3:31         |

## Награды
- 1998 — приз «Малый золотой лев» на фестивале в Венеции
- 1998 — приз «Серебряный лев» за лучшую режиссуру на фестивале в Венеции (Эмир Кустурица)
- 1998 — приз «Laterna magica» на фестивале в Венеции
- 1999 — приз за лучшую музыку к фильму на международном биеннале киномузыки («Доктор Нелле» Карайлич)